# Cratere Konoplev
Konoplev è un cratere lunare di 27,67 km situato nella parte sud-orientale della faccia nascosta della Luna.